# 尤民生
尤民生（1954年10月—），福建省泉州市鲤城区人，中國昆蟲學家，其研究包括小菜蛾的可持續控制、柑橘潛葉蛾種群、水稻蟲病的防治、稻田節肢動物群落及南方水稻害蟲的生態系統等。他曾兼任中國昆蟲學會理事，並主編多份學術期刊，現任福建農林大學副校長及博士生導師。